# رالی سوئد ۲۰۲۴
رالی سوئد ۲۰۲۴ (همچنین به عنوان رالی سوئد ۲۰۲۴ نیز شناخته می‌شود) یک رویداد اتومبیلرانی برای مسابقات رالی بود که طی چهار روز از ۱۵ تا ۱۸ فوریه ۲۰۲۴ برگزار شد. این رالی هفتاد و یکمین دوره رالی سوئد بود و دومین دور از مسابقات رالی قهرمانی جهان ۲۰۲۴، مسابقات رالی قهرمانی جهان ۲ و رالی قهرمانی جهان ۳. این رویداد اولین دور از مسابقات رالی قهرمانی جوانان جهان در سال ۲۰۲۴ نیز بود. این رویداد در اومئو در شهرستان وستربوتن برگزار شد که شامل هجده مرحله ویژه بود که در مجموع مسافت ۳۰۰٫۱۰ کیلومتر (۱۸۶٫۴۷ مایل) را تکمیل می‌کرد.